# ジョン・チャヌ
ジョン・チャヌ（Jung Chanwoo、丁 讃宇、1950年 - ）は、在日韓国人のヴァイオリニスト。ブレーメンアンサンブル代表。

## 略歴
1950年、日本の岡山県に生まれる。5歳よりヴァイオリンを始め桐朋学園大学付属高校を経て桐朋学園大学入学。
1969年、パリ国立高等音楽院に入学。ミシェル・オークレールに師事。同音学院を首席で卒業。同音学院大学院にフランス政府の奨学生として入学。室内楽をジャン・ユボーに師事。 
同大学院修了後、韓国国立交響楽団、東京交響楽団、韓国KBS交響楽団などのオーケストラの首席コンサートマスターを歴任。 
1986年よりヴァイオリンソナタ全曲演奏シリーズを行う。モーツァルトの53曲、ベートーヴェンの10曲、ブラームスの3曲、シューベルト4曲等。韓国音楽評論家協会より、評論家賞を受賞。
1988年より韓国延世大学校教授を1999年まで務め、この間、大学での指導の傍らクモーアシアナ弦楽四重奏団のメンバーとして世界各地で活動。ニューヨークのカーネギーホール、ワシントンD.C.のJ.F.ケネディ・センター、世界三大コンサートホールであるアムステルダムのコンセルトヘボウ等、著名なホールにて演奏。パリのコンセール・コロンヌ管弦楽団、NHK交響楽団と共演。
2000年、拠点を日本に移し活動を再開。同年6月8日、朝鮮半島で初めて実現した南北首脳会談を記念しての南北統一コンサート（ユニティコンサート）を開催し、日本および韓国のTV局、新聞社、雑誌社に取り上げられ日本全国から大きな反響を呼ぶ。
2001年、1月26日JR新大久保駅乗客転落事故で落命した2人を偲んで3月2日追悼コンサートを行い、追悼マキシシングルCD（帰りたい～カゴバ）を同時発売。同年8月には広島と長崎で原爆犠牲者追悼コンサートを行う。
2004年、1月、9月にサントリーホール大ホールにてコンサートを行い、満員の2008名を動員する。
一般的なクラシックコンサートと異なり、本人自身により曲目解説を行なうのが定番のスタイルとなっている。その解説はユーモアにウィットに富んだもので、「コンサート前には、ヴァイオリンを奏でる指よりも、声の調子を大事にする」と公言するほどトークには重点を置いている。また、常に「いのち」、「愛」、「平和」への願いを込めた演奏を続けている。

## 使用楽器
使用楽器は20世紀最大の物理学者であったアルベルト・アインシュタインが、結ばれなかった恋人に贈ったといわれるヴァイオリン、1727年製グァルネリ・デル・ジェスの"ヨーゼフ"である。 

## ディスコグラフィー
- 1987年:ジョン・チャヌ　ヴァイオリン名曲選
- 1988年:ベートーヴェン　ヴァイオリン・ソナタ選集
- 1999年:ニーグン
- 2000年:イムジン河
- 2000年:ツィガーヌ
- 2001年:カゴパ「帰りたい」
- 2001年:望郷のヴァイオリン
- 2002年:ツィゴイネルワイゼン
- 2004年:ポラリス
- 2004年:きみは愛されるため生まれた
- 2006年:待ちわびる心
- 2006年:ジェラシー
- 2007年:ラ・カンパネッラ（矢島吹渉樹・ピアノソロＣＤ）
- 2007年:チャールダーシュ
- 2007年:モーツァルト　ヴァイオリンソナタ選集